# 松本弘
松本 弘（まつもと ひろし、1960年 - ）は、日本の政治学者、大東文化大学国際関係学部教授。東京都出身。

## 経歴
- 1988 - 1991年 在イエメン日本大使館専門調査員
- 1994年  マンチェスター大学文学部中東学科にてPh.D.取得
- 1997 - 2005年 日本国際問題研究所主任研究員
- 2005年 大東文化大学国際関係学部准教授
- 2011年 大東文化大学国際関係学部教授

## 編著
- 『現代アラブを知るための56章』 明石書店、2013年6月 ISBN 4750338443